# Helios (Band)
Helios ist eine deutsche Band, die ihren Stil selbst als "electronic pop music" bezeichnet, deren Wurzeln aber unverkennbar im Synthiepop liegen. Die lyrischen Texte von Sänger Frank Rössel sind überwiegend in englischer, teilweise aber auch in deutscher Sprache gehalten.

## Bandgeschichte
Die Bandgeschichte beginnt im Jahre 1997, als Frank & Silke Rössel, Ricky Möller und Martin Blechschmidt beschlossen, zusammen Musik zu machen. Bereits im Februar 1999 spielte die junge Band im Vorprogramm von Alphaville, im April zusammen mit Mesh und Melotron. Ende des Jahres wurde sie von Carlos Peron entdeckt, einem Gründungsmitglied der Kultband Yello. Man einigte sich schnell, und so wurde im Mai 2000 das Debüt-Album auf Perons Label "Himmelpforten Rec." veröffentlicht. Inzwischen besteht die Band nur noch aus Frank und Martin, die im Frühjahr 2005 ihr eigenes Label "Absolute Music" gründeten. Dort erschien im Juni 2005 die Single "me without you", im September folgte das Album "copy this day".
Im Frühjahr 2006 werden Frank und Martin seit langem wieder live auftreten (25. März 2006 Hot-Zone / Jena). Weiterhin finden auch wieder Auslandseinsätze statt wie in Kopenhagen am 1. April 2006 mit Fake The Envy und Client bzw. am 4. April 2006 mit den Echo-Gewinnern Wir sind Helden sowie in Salt Lake City am 2. September 2006 auf dem "A Different Drum Synthpop Festival".

## Diskografie

### Alben
- Virtually Tempted (2000)
- Copy This Day (2005)

### EPs
- Dawn (1999)

### Singles
- me without you (2005)